# Йосіф Кассані
Йосіф Кассані (*José Cassani, 26 листопада 1673 —1750) — іспанський чернець, єзуїт, лігвіст, історик.

## Життєпис
Народився 1673 року у Мадриді. У 1686 році вступив до ордену єзуїтів. У 1713 році став одним з засновників Академії іспанської мови в Мадриді. Значну частину життя займався дослідженням мов, також цікавився етнографією та етнологією. Усе життя провів у Мадриді.
В його доробку Словник каталонської мови 1730 року у 6 томах, праці з уславлення Товариства Ісуса (єзуїтів, у 1737—1738 роках), в яких він оспівув їх звитяги та чесноти, «Історія провінції Товариства Ісуса Королівства Нова Гранад в Америці» (1741 рік). Незважаючи на те, що він ніколи не бував у Південній Америці, остання робота містить чимало цікавих та цінних матеріалів етнографічного та етнологічного характеру.